# Бунёдкор-2
«Бунёдкор»-2 (узб. «Bunyodkor»-2 futbol klubi / «Бунёдкор»-2 футбол клуби) — узбекистанская футбольная команда, фарм-клуб «Бунёдкора» из Ташкента — участника Суперлиги Узбекистана.
Основан не позднее 2009 года (сам «Бунёдкор» основан в 2005 году). С сезона-2019 выступает в Про-лиге B Узбекистана.

## Статистика выступлений
| Год  | Лига                                      | Место                                                            |
| ---- | ----------------------------------------- | ---------------------------------------------------------------- |
| 2010 | Первая лига                               | 8-е в группе Восток (предварительный этап)                       |
| 2011 | Первая лига                               | 7-е в группе Восток (предварительный этап) 13-е (финальный этап) |
| 2012 | Первая лига                               | 10-е в группе Восток (предварительный этап)                      |
| 2013 | Первая лига                               | 12-е в группе Восток (предварительный этап)                      |
| 2014 | Первая лига                               | 11-е в группе Восток (предварительный этап) 19-е итоговое        |
| 2015 | Первая лига                               | 9-е в группе Восток (предварительный этап)                       |
| 2016 | Вторая лига Чемпионат Ташкентской области | Нет данных                                                       |
| 2017 | Вторая лига Чемпионат Ташкентской области | Нет данных                                                       |
| 2018 | Вторая лига Чемпионат Ташкентской области | Нет данных                                                       |
| 2019 | Про-лига B                                |                                                                  |